# Калориметр

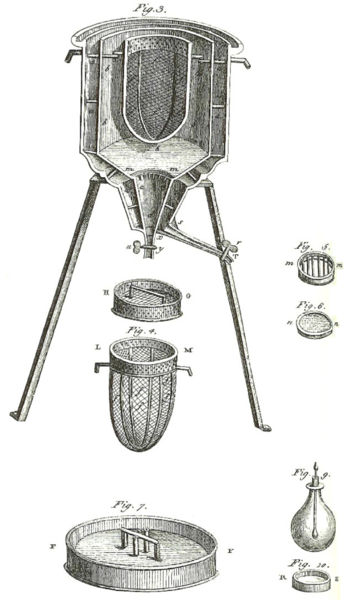
Первый в мире ледяной калориметр, сконструированный и использованный в 1782–83 годах Антуаном Лавуазье и Пьером Симоном Лапласом для определения тепла, выделяющегося при различных химических реакциях, а также при исследовании тепла, выделяемого морскими свинками при дыхании; расчеты скрытого тепла были основаны на предшествующем открытии Джозефа Блэка. Эти эксперименты являются основой термохимии.

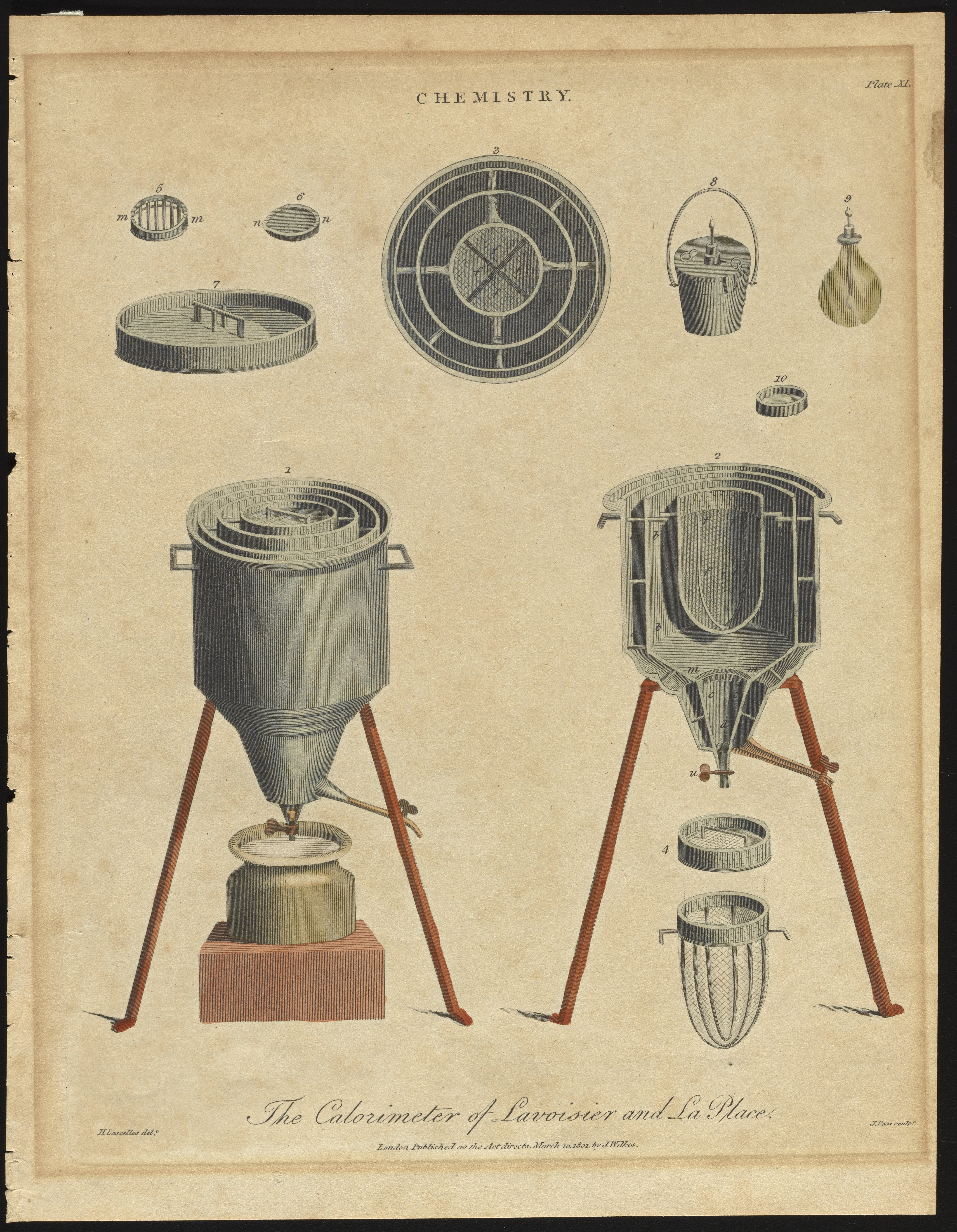
Ледяной калориметр Лавуазье-Лапласа, рисунок 1801 г.

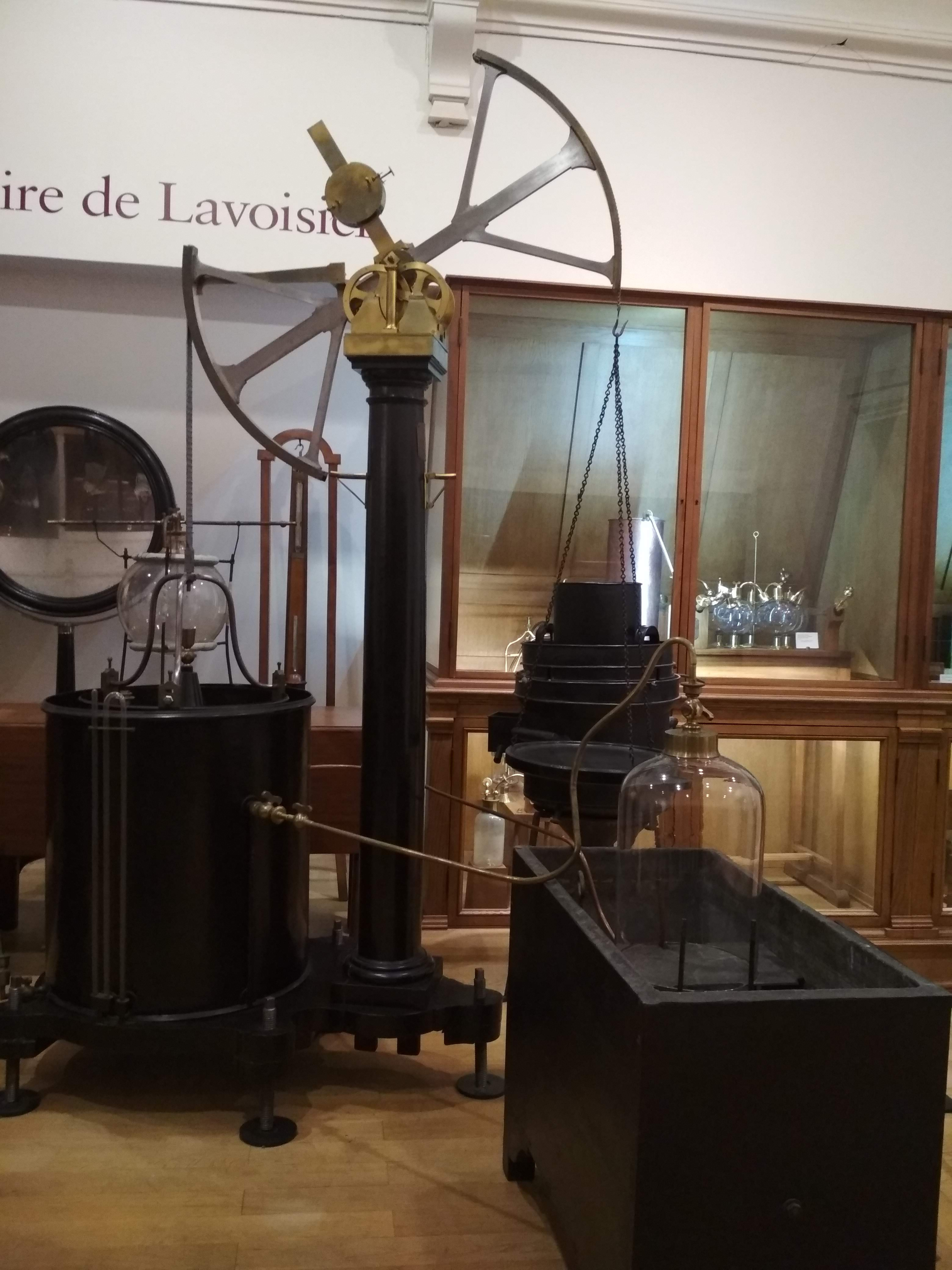
Ледяной калориметр Лавуазье-Лапласа в Музее искусств и ремёсел (Париж, Франция)

Калори́метр (от лат. calor — тепло и metor — измерять) — прибор для измерения количества теплоты, выделяющейся или поглощающейся в каком-либо физическом, химическом или биологическом процессе. Термин «калориметр» был предложен А. Лавуазье и П. Лапласом (1780).
В физике элементарных частиц и ядерной физике используется ионизационный калориметр — прибор для измерения энергии частиц.

## Современные калориметры
Современные калориметры работают в диапазоне температур от 0,1 до 3500 К и позволяют измерять количество теплоты с относительной погрешностью от 0,01 до 10 %. Устройство калориметров весьма разнообразно и определяется характером и продолжительностью изучаемого процесса, областью температур, при которых производятся измерения, количеством измеряемой теплоты и требуемой точностью.

## Типы калориметров
Калориметр, предназначенный для измерения суммарного количества теплоты Q, выделяющейся в процессе от его начала до завершения, называют калориметр-интегратор.
Калориметр для измерения тепловой мощности (скорости тепловыделения) L и её изменения на разных стадиях процесса — измерителем мощности или калориметр-осциллографом. По конструкции калориметрической системы и методу измерения различают жидкостные и массивные калориметры, одинарные и двойные (дифференциальные).

### Жидкостный калориметр-интегратор
Жидкостный калориметр-интегратор переменной температуры с изотермической оболочкой применяют для измерений теплот растворения и теплот химических реакций. Он состоит из сосуда с жидкостью (обычно водой), в котором находятся: камера для проведения исследуемого процесса («калориметрическая бомба»), мешалка, нагреватель и термометр. Теплота, выделившаяся в камере, распределяется затем между камерой, жидкостью и другими частями калориметра, совокупность которых называют калориметрической системой прибора.
У жидкостных калориметров изотермическую температуру оболочки поддерживают постоянной. При определении теплоты химической реакции наибольшие затруднения часто связаны не с учётом побочных процессов, а с определением полноты протекания реакции и с необходимостью учитывать несколько реакций.

#### Калориметрические измерения
Изменение состояния (например, температуры) калориметрической системы позволяет измерить количество теплоты, введённое в калориметр. Нагрев калориметрической системы фиксируется термометром. Перед проведением измерений калориметр градуируют — определяют изменение температуры калориметрической системы при сообщении ей известного количества теплоты (нагревателем калориметра или в результате проведения в камере химической реакции с известным количеством стандартного вещества). В результате градуировки получают тепловое значение калориметра, то есть коэффициент, на который следует умножить измеренное термометром изменение температуры калориметра для определения количества введённой в него теплоты. Тепловое значение такого калориметра представляет собой теплоёмкость (с) калориметрической системы. Определение неизвестной теплоты сгорания или другой химической реакции Q сводится к измерению изменения температуры Δt калориметрической системы, вызванного исследуемым процессом: Q=cΔt. Обычно значение Q относят к массе вещества, находящегося в камере калориметра.

#### Побочные процессы в калориметрических измерениях
Калориметрические измерения позволяют непосредственно определить лишь сумму теплот исследуемого процесса и различных побочных процессов, таких как перемешивание, испарение воды, разбивание ампулы с веществом и т. п. Теплота побочных процессов должна быть определена опытным путём или расчётом и исключена из окончательного результата. Одним из неизбежных побочных процессов является теплообмен калориметра с окружающей средой посредством излучения и теплопроводности. В целях учёта побочных процессов и прежде всего теплообмена калориметрическую систему окружают оболочкой, температуру которой регулируют.

### Изотермический калориметр-интегратор
В калориметре-интеграторе другого вида — изотермическом (постоянной температуры) введённая теплота не изменяет температуры калориметрической системы, а вызывает изменение агрегатного состояния тела, составляющего часть этой системы (например, таяние льда в ледяном калориметре Бунзена). Количество введённой теплоты рассчитывается в этом случае по массе вещества, изменившего агрегатное состояние (например, массе растаявшего льда, которую можно измерить по изменению объёма смеси льда и воды), и теплоте фазового перехода.

### Массивный калориметр-интегратор
Массивный калориметр-интегратор чаще всего применяют для определения энтальпии веществ при высоких температурах (до 2500 °C). Калориметрическая система у калориметров этого типа представляет собой блок из металла (обычно из меди или алюминия) с выемками для сосуда, в котором происходит реакция, для термометра и нагревателя. Энтальпию вещества рассчитывают как произведение теплового значения калориметра на разность подъёмов температуры блока, измеряемых после сбрасывания в его гнездо ампулы с определённым количеством вещества, а затем пустой ампулы, нагретой до той же температуры.

### Проточные лабиринтные калориметры
Теплоёмкость газов, а иногда и жидкостей, определяют в т. н. проточных лабиринтных калориметрах — по разности температур на входе и выходе стационарного потока жидкости или газа, мощности этого потока и джоулевой теплоте, выделенной электрическим нагревателем калориметра.

### Калориметр — измеритель мощности
Калориметр, работающий, как измеритель мощности, в противоположность калориметру-интегратору должен обладать значительным теплообменом, чтобы вводимые в него количества теплоты быстро удалялись и состояние калориметра определялось мгновенным значением мощности теплового процесса. Тепловая мощность процесса находится из теплообмена калориметра с оболочкой. Такие калориметры, разработанные французским физиком Э. Кальве, представляют собой металлический блок с каналами, в которые помещают цилиндрические ячейки. В ячейке проводится исследуемый процесс; металлический блок играет роль оболочки (температура его поддерживается постоянной с точностью до 10−5—10−6 К). Разность температур ячейки и блока измеряется термобатареей, имеющей до 1000 спаев. Теплообмен ячейки и ЭДС термобатареи пропорциональны малой разности температур, возникающей между блоком и ячейкой, когда в ней выделяется или поглощается теплота. В блок помещают чаще всего две ячейки, работающие как дифференциальный калориметр: термобатареи каждой ячейки имеют одинаковое число спаев и поэтому разность их ЭДС позволяет непосредственно определить разность мощности потоков теплоты, поступающей в ячейки. Этот метод измерений позволяет исключить искажения измеряемой величины случайными колебаниями температуры блока. На каждой ячейке монтируют обычно две термобатареи: одна позволяет скомпенсировать тепловую мощность исследуемого процесса на основе эффекта Пельтье, а другая (индикаторная) служит для измерения нескомпенсированной части теплового потока. В этом случае прибор работает как дифференциальный компенсационный калориметр При комнатной температуре такими калориметрами измеряют тепловую мощность процессов с точностью до 1 мкВт.

## Названия калориметров

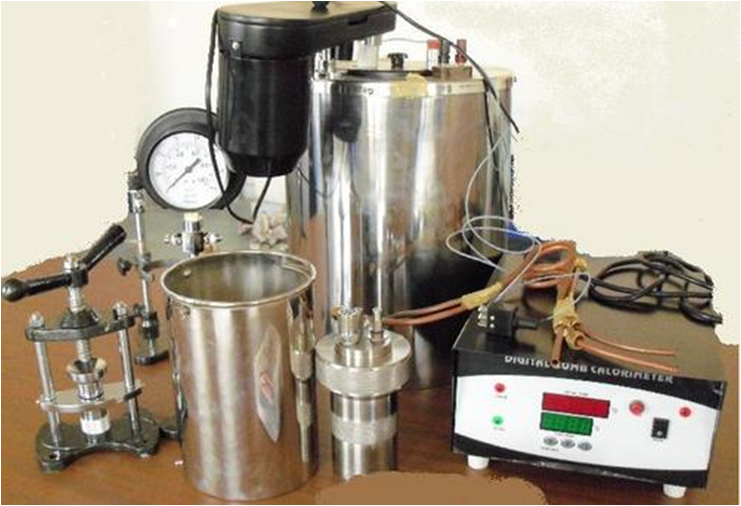
Типичная конструкция бомбового калориметра.

Обычные названия калориметров — «для химической реакции», «бомбовый», «изотермический», «ледяной», «низкотемпературный» — имеют историческое происхождение и указывают главным образом на способ и область использования калориметров, не являясь ни полной, ни сравнительной их характеристикой.

## Общая классификация калориметров
Общую классификацию калориметров можно построить на основе рассмотрения трёх главных переменных, определяющих методику измерений: температуры калориметрической системы Tc; температуры оболочки To, окружающей калориметрическую систему; количества теплоты L, выделяемой в калориметре в единицу времени (тепловой мощности).
Калориметры с постоянными Tc и To называют изотермическим; с Tc = To — адиабатическим; калориметр, работающий при постоянной разности температур Tc — To, называют калориметром с постоянным теплообменом; у изопериболического калориметра (его ещё называют калориметром с изотермической оболочкой) постоянна To, а Tc является функцией тепловой мощности L.

## Факторы, влияющие на окончательный результат измерений
Важным фактором, влияющим на окончательный результат измерений, является надёжная работа автоматических регуляторов температуры изотермических или адиабатических оболочек. В адиабатическом калориметре температура оболочки регулируется так, чтобы она была всегда близка к меняющейся температуре калориметрической системы. Адиабатическая оболочка — лёгкая металлическая ширма, снабженная нагревателем, — уменьшает теплообмен настолько, что температура калориметра меняется лишь на несколько десятитысячных град/мин. Часто это позволяет снизить теплообмен за время калориметрического опыта до незначительной величины, которой можно пренебречь. В случае необходимости в результаты непосредственных измерений вводится поправка на теплообмен, метод расчёта которой основан на законе теплообмена Ньютона — пропорциональности теплового потока между калориметром и оболочкой разности их температур, если эта разность невелика (до 3-4 °C).
Для калориметра с изотермической оболочкой теплоты химической реакции могут быть определены с погрешностью до 0,01 %. Если размеры калориметра малы, температура его изменяется более чем на 2-3 °C и исследуемый процесс продолжителен, то при изотермической оболочке поправка на теплообмен может составить 15-20 % от измеряемой величины и существенно ограничить точность измерений. В этих случаях целесообразнее применять адиабатическую оболочку.
При помощи адиабатического калориметра определяют теплоёмкость твёрдых и жидких веществ в области от 0,1 до 1000 К. При комнатных и более низких температурах адиабатический калориметр, защищённый вакуумной рубашкой, погружают в сосуд Дьюара, заполненный жидким гелием, водородом или азотом. При повышенных температурах (выше 100 °C) калориметр помещают в термостатированную электрическую печь.